# My Way (álbum de Usher)
My Way é o segundo álbum de estúdio do cantor americano Usher. Foi lançado em 16 de Setembro de 1997 pela gravadora LaFace Records, e destacou as músicas "You Make Me Wanna...", "My Way" e "Nice and Slow". É incluído também seu dueto com a cantora Monica na trilha sonora do filme Soul Food e o cover do grupo Midnight Star de 1983 no hit "Slow Jam".
O disco vendeu 8 milhões de cópias em todo o mundo, transformando-se em seu álbum mais vendido, já que seu álbum de estréia não havia tido um número de vendas muito bom.

## Faixas
| Edição Standard |                                           |         |  |
| N.º             | Título                                    | Duração |  |
| 1.              | "You Make Me Wanna..."                    | 3:39    |  |
| 2.              | "Just Like Me (featuring Lil' Kim)"       | 3:26    |  |
| 3.              | "Nice and Slow"                           | 3:48    |  |
| 4.              | "Slow Jam (featuring Monica)"             | 4:40    |  |
| 5.              | "My Way"                                  | 3:38    |  |
| 6.              | "Come Back"                               | 3:12    |  |
| 7.              | "I Will"                                  | 3:55    |  |
| 8.              | "Bedtime"                                 | 4:45    |  |
| 9.              | "One Day You'll Be Mine"                  | 3:23    |  |
| 10.             | "You Make Me Wanna... (Extended Version)" | 5:19    |  |

- "Come Back" contém elementos de "Funky" cantanda por Ultramagnetic MCs.
- "One Day You'll Be Mine" contém elementos de "Footsteps in the Dark" por The Isley Brothers.

## Desempenho

### Certificações e posições
| País           | Tabelas musicais (1997)      | Proviniente                    | Melhor posição | Certificação | Vendas     |
| -------------- | ---------------------------- | ------------------------------ | -------------- | ------------ | ---------- |
| Canadá         | Canadian Albums Chart        | Music Canada/Nielsen SoundScan | 13             | 2× Platina   | 200,000+   |
| Países Baixos  | Netherlands Albums Chart     | NVPI                           |                | Ouro         |            |
| Reino Unido    | UK Albums Chart              | OCC                            | 16             |              |            |
| Estados Unidos | Billboard 200                | Billboard                      | 4              | 6× Platina   | 3,790,000+ |
| Estados Unidos | Billboard R&B/Hip-Hop Albums | Billboard                      | 1              | 6× Platina   | 3,790,000+ |

### Tabelas musicais de fim da década
| País           | Tabelas musicais (1990-1999) | Posição |
| -------------- | ---------------------------- | ------- |
| Estados Unidos | Billboard 200                | 91      |